# Нидавелир
Нидавелир (нордически: Niðavellir, тъмните полета) в скандинавската митология е един от деветте свята, дом на джуджетата.

## Вьолуспа
Този свят е споменат в първата поема от Поетичната Еда Вьолуспа:
| Stóð fyr norðan, á Niðavöllom salr úr gulli Sindra ættar | Стои на север, на Нидавелир, обитаваното място от рода на Синдри, покрит със злато. |  |

Синдри е известено джудже. Може би има връзка с по-късно споменатото Niðafjöll (Нидафьол – тъмните склонове) – верига планини в подземния свят. Нидавелир често се смята за един от деветте свята в скандинавската митология. Той вероятно е идентичен със Сварталфхайм, споменат в Прозаичната Еда, написана от Снуре Стурлусон, защото се счита от мнозина, че svartálfar (сварталфар – тъмни елфи) е просто синоним за dvergar (джуджета), използван само от Стурлусон.